# フルキス
『フルキス』（FURUKISS）は、2017年3月24日に戯画から発売されたPC用18禁恋愛アドベンチャーゲームである。英語の副題は"There are filled of kiss, if you and me."。
2019年3月28日にエンターグラムからPlayStation 4/PlayStation Vita版が発売された。2021年10月28日にNintendo Switch版が配信された。
戯画による「キス」シリーズ6作目。

## あらすじ
主人公・市原 昌晴は、学園に入れば恋人ができると淡い期待を抱いていたが、去年は当てが外れた。今年こそはとクラス替えをきっかけに知り合ったクラスメイトや憧れの先輩、偶然助けた後輩と仲を深めていく。

## 登場人物

### 主人公
市原 昌晴（いちはら まさはる）
本作の主人公。2年生。身長175cm。あまり主体性がなく、自分から何かを始めたりしない。

### メインヒロイン
奈良原 千桜（ならはら ちさ）
声 - 桃山いおん
T159/B91(E)/W61/H88
2年生。昌晴のクラスメイト。大人しくて引っ込み思案。男子が苦手で、一対一では話すことができない。桜を見ている昌晴を千桜が写真に撮ったことで交流が始まった。
二上 陽子（ふたかみ ようこ）
声 - 仁波双葉
T165/B94(F)/W60/H91
3年生。学園の学生会長。去年の入学式の時に昌晴に祝い花を付けてくれて、ネクタイも直してくれた。昌晴を「まーくん」と呼び、会うたびにからかって楽しんでいる。
八重樫 結希（やえがし ゆうき）
声 - 白雪碧
T156/B87(E)/W59/H85
2年生。昌晴のクラスメイトで幼馴染。昌晴を「ハル」と呼び、昌晴は結希を「ゆっき」と呼ぶ。昌晴の部屋にも普通に出入りしていてゲームしたり、少年漫画を読んだりしている。
穂崎 純恋（ほさき すみれ）
声 - あじ秋刀魚
T152/B84(D)/W57/H83
1年生。猫を助けようと桜の木に登ったはいいが、降りられなくなったところを昌晴に助けられた。クールに見られるが、人と話すのが苦手なだけ。実際は料理上手で妹の面倒をよく見ている。

### サブキャラクター
穂崎 愛菜（ほさき まな）
声 - 小鳥遊このこ
純恋の妹で、純恋を「おねー」、昌晴を「おにー」と呼ぶ。
PS4/Vita版では攻略対象に追加された。流石に園児の段階では昌晴とは恋愛関係とはならず、成長後、高校一年生になってからようやく発展した。
小松 理恵（こまつ りえ）
声 - 小花モモコ
2年生。昌晴のクラスメイト。男女分け隔てなく接するしっかり者。千桜と仲良し。
神代 芽衣（かみしろ めい）
声 - 天羽はるか
3年生。学生会の副会長。陽子にがみがみ言うことが多いが、愛情の裏返しで仲は良い。
佐野 幸大（さの こうだい）
声 - 皇遊雅
2年生。昌晴の悪友。昌晴と違い、交友関係は広い。声が大きくてうるさい。成績はそこそこよい。

## スタッフ
- キャラクターデザイン・原画：みことあけみ、うなさか
- シナリオ：真崎ジーノ、玉城琴也
- 音楽：羽鳥風画
- ムービー：神月社（Mju:z）、陽向たろ

## 主題歌
主題歌「Sakura Fanfare」
歌：佐々木未来 / 作詞：RUCCA / 作編曲：岩橋星実（Elements Garden）
挿入歌「Love you more」
歌：鈴湯 / 作詞：RUCCA / 作編曲：藤永龍太郎（Elements Garden）
エンディングテーマ「未来」
歌：安田みずほ / 作詞・作編曲：羽鳥風画